# Birger Gezelius (kartograf)
Erik Birger Gezellius, född 2 januari 1871 i Kärrbo socken, död 29 juli 1963 i Stockholm, var en svensk kartograf och skolman.
Birger Gezelius var son till kyrkoherden Lars Gezelius samt bror till Karl-Johan och Axel Gezelius. Han avlade mogenhetsexamen 1889 och studerade därefter vid Uppsala universitet och blev filosofie kandidat 1892, filosofie licentiat 1902 och filosofie doktor 1910. Efter att ha tjänstgjort som vikarierande adjunkt i Uppsala från 1903 blev Gezelius 1907 adjunkt i modersmålet, tyska och geografi i Linköping och 1911 adjunkt i geografi och historia vid Högre latinläroverket å Norrmalm samt var 1916–1936 lektor i geografi vid Högre lärarinneseminariet i Stockholm. Han företog flera studieresor i de mellaneuropeiska länderna. Gezelius var särskilt verksam inom det kartografiska området. Han utgav dels Japan i västerlandets geografiska litteratur till omkring år 1700, ett geografiskt-kartografiskt försök (1910, doktorsavhandling), dels ett stort antal väggkartor, närmast för skolans behov såsom över Uppland, Sverige, Europa och de främmande världsdelarna. Därutöver medarbetade han i Svensk skolatlas och Svensk världsatlas samt i Bonniers konversationslexikons 1:a upplaga. I statsvetenskapliga ämnen publicerade Gezelius Sverges äldsta daterade konungabref (1902, i Bidrag till Sverges medeltidshistoria tillegnade C. G. Malmström) och Till historien om vårt lagutskotts tillkomst (i Statsvetenskaplig tidskrift, 1907)